# Elaphognathia lucanoides
Elaphognathia lucanoides är en kräftdjursart som beskrevs av Théodore Monod 1926. Elaphognathia lucanoides ingår i släktet Elaphognathia och familjen Gnathiidae. Inga underarter finns listade i Catalogue of Life.